# Euaesthetus bipunctatus
Euaesthetus bipunctatus är en skalbaggsart som först beskrevs av Sven Ingemar Ljungh 1804.  Euaesthetus bipunctatus ingår i släktet Euaesthetus, och familjen kortvingar. Arten är reproducerande i Sverige.